# Pegomya chinensis
Pegomya chinensis är en tvåvingeart som beskrevs av Willi Hennig 1973. Pegomya chinensis ingår i släktet Pegomya och familjen blomsterflugor. Inga underarter finns listade i Catalogue of Life.